# Nfaitock
Nfaitock (ou Mfaitok, Feitock, Feitok) est une localité du Cameroun située dans la Région du Sud-Ouest et le département de Manyu. Elle est rattachée administrativement à l'arrondissement de Upper Bayang (Tinto Council) et au canton de Bachuo Akagbe. On distingue parfois Feitok I et Feitok II, ou Feitok Big et Feitok Small.

## Population
Les habitants sont des Banyang.
Lors du recensement de 2005, on y a dénombré 669 personnes.

## Éducation
Mfaitok est doté d'un collège public (CES).